# Spaarzaamheid Economie Oostende

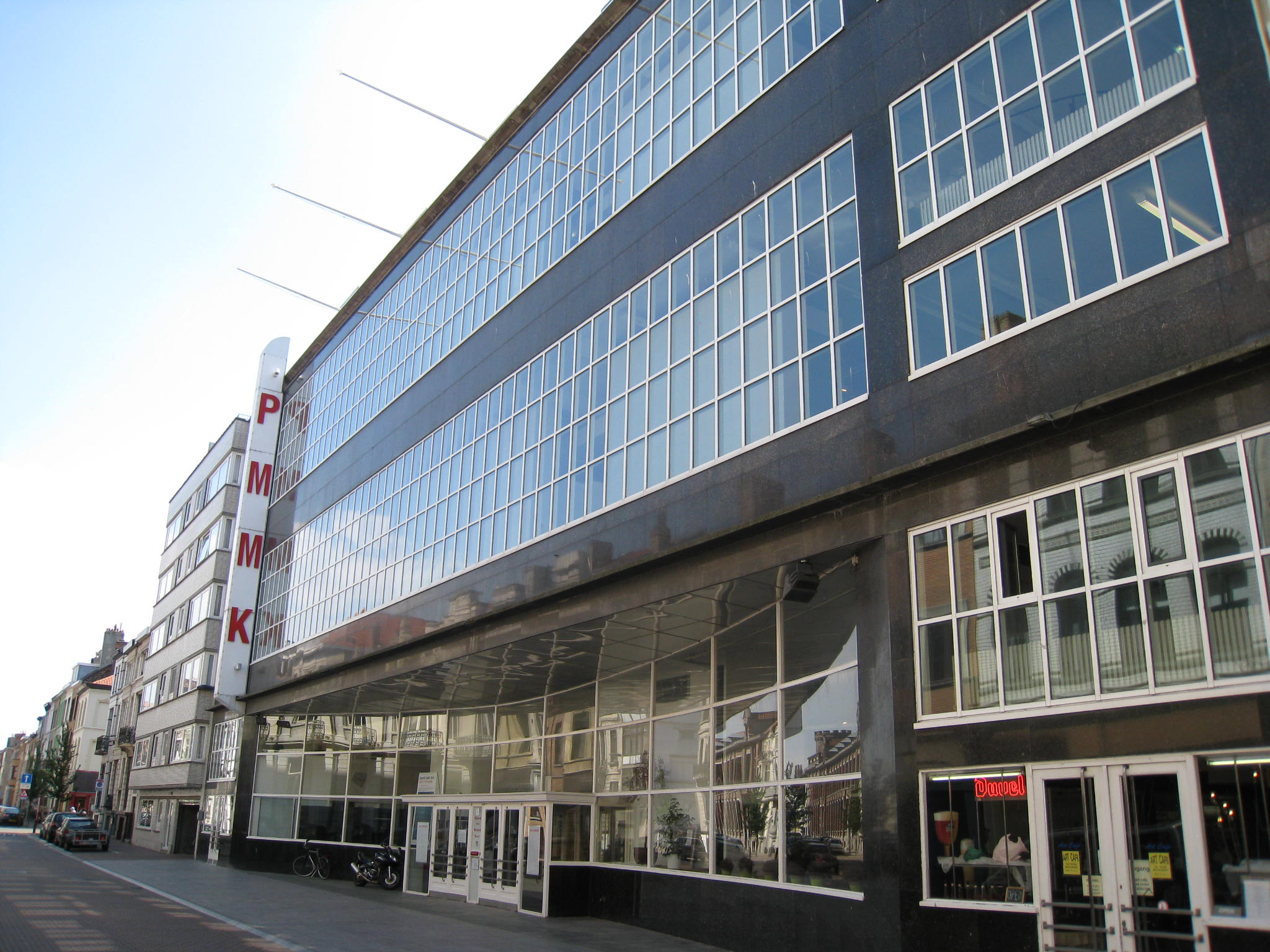
Hoofdgebouw van de voormalige SEO in de Romestraat te Oostende

De verbruikscoöperatieve Spaarzaamheid Economie Oostende (kortweg SEO) is de grootste coöperatieve die de provincie West-Vlaanderen ooit gekend heeft. De organisatie verschafte jarenlang werk aan honderden Oostendse burgers.

## Voor 1950
Het SEO werd opgericht op 24 oktober 1892, aanvankelijk onder de naam ‘Samenwerkende Maatschappij Spaarzaamheid'.
Wat ontstond als een klein coöperatief vennootschap, opgericht door ‘ijzerenwegbedienden’ voor de aankoop van kolen, groeide in de loop der jaren uit tot een grootse vereniging. Hun doelstelling was: door samenwerken en gemeenschappelijk streven een maatschappij oprichten die aan de Oostendse bevolking kwaliteitsgoederen zou leveren tegen betaalbare prijzen.
Op de hoek van de Veldstraat en de Alfons Pieterslaan werd aanvankelijk een klein gebouw gehuurd, voor 800 frank per jaar. De kelders waren voorzien van een bakoven en een bakkerij. De kleine zaal met de straatdeur op de hoek diende als schenkzaal. De ingang aan de Alfons Pieterslaan gaf toegang tot het kruideniersmagazijn, terwijl de poort in de Veldstraat dienstdeed als voorraadmagazijn. Zo ging het SEO van start.

## Na 1950
Na verloop van tijd werden her en der nieuwe stukken grond aangekocht (onder andere in de Amsterdamstraat en de Gentstraat), waarin het SEO nieuwe handelszaken oprichtte, onder andere een kruidenierszaak, een slagerij, een kledingzaak, een tabakszaak…
In de jaren 1950 was het SEO uitgegroeid tot het grootste winkelcomplex in Oostende. Het telde meer dan twintig vestigingen, onder andere aan de Opex, de Nieuwpoortsesteenweg, de Steensedijk, het Heilig Hart, de Catharineplaats, de Langestraat, de Conterdam, de Soldatenberg… Vrijwel alle producten konden worden aangekocht in een SEO-vestiging.
De grootste (en wellicht meest bekende) vestiging van het SEO was gelegen in de Romestraat, en stond bekend onder de naam 'De Coo', decennialang een begrip in Oostende.
Tijdens de jaren 70 ging het echter bergaf met het SEO. De druk van de concurrerende handelszaken werd te groot. Bovendien verdronk de maatschappij in de massaproductie waar het aan wilde doen. In 1981 moest men de deuren sluiten. Alle vestigingen (waarvan de meeste al in verouderde staat) werden voor een appel en een ei verkocht en de SEO werd failliet verklaard. Zo werd 'De Coo', het grootwarenhuis in de Romestraat, verkocht aan stad Oostende, dat er in 1986 het PMMK (Provinciaal Museum voor Moderne Kunst) in oprichtte.